# Náměstí Ľudovíta Štúra
Náměstí Ľudovíta Štúra (dříve Krönungs-Hügel-Platz nebo Koronázási domb-tér) je náměstí v Bratislavě v městské části Staré Mesto v blízkosti dunajského nábřeží. Nachází se mezi ulicemi Mostová, Rázusovo nábřeží a Vajanského nábřeží.
Mezi významné objekty patří sídlo Slovenské filharmonie Reduta, Esterháziho palác a Dessewffyho palác.

## Galerie

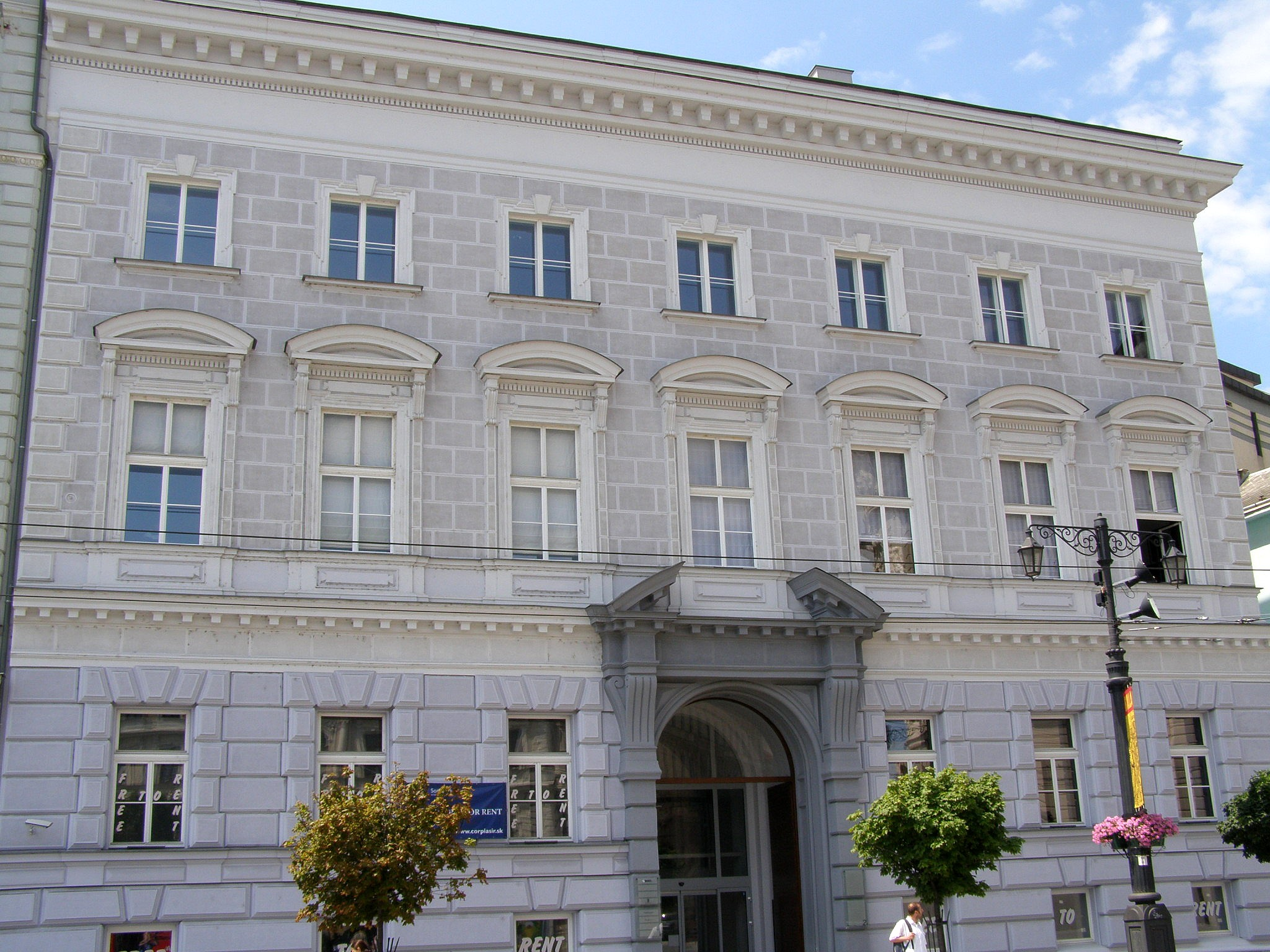
Dessewffyho palác
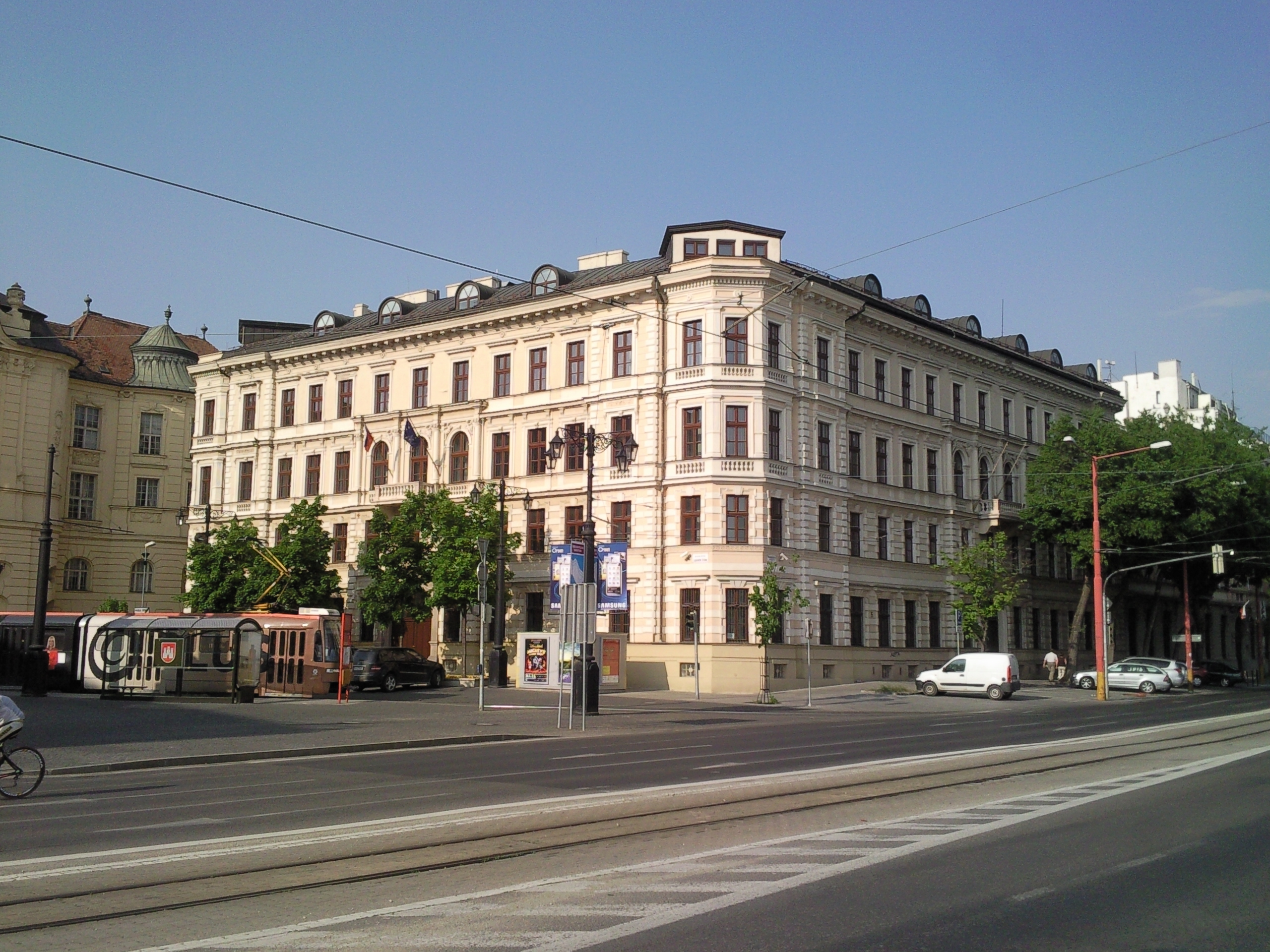
Lanfranconiho palác
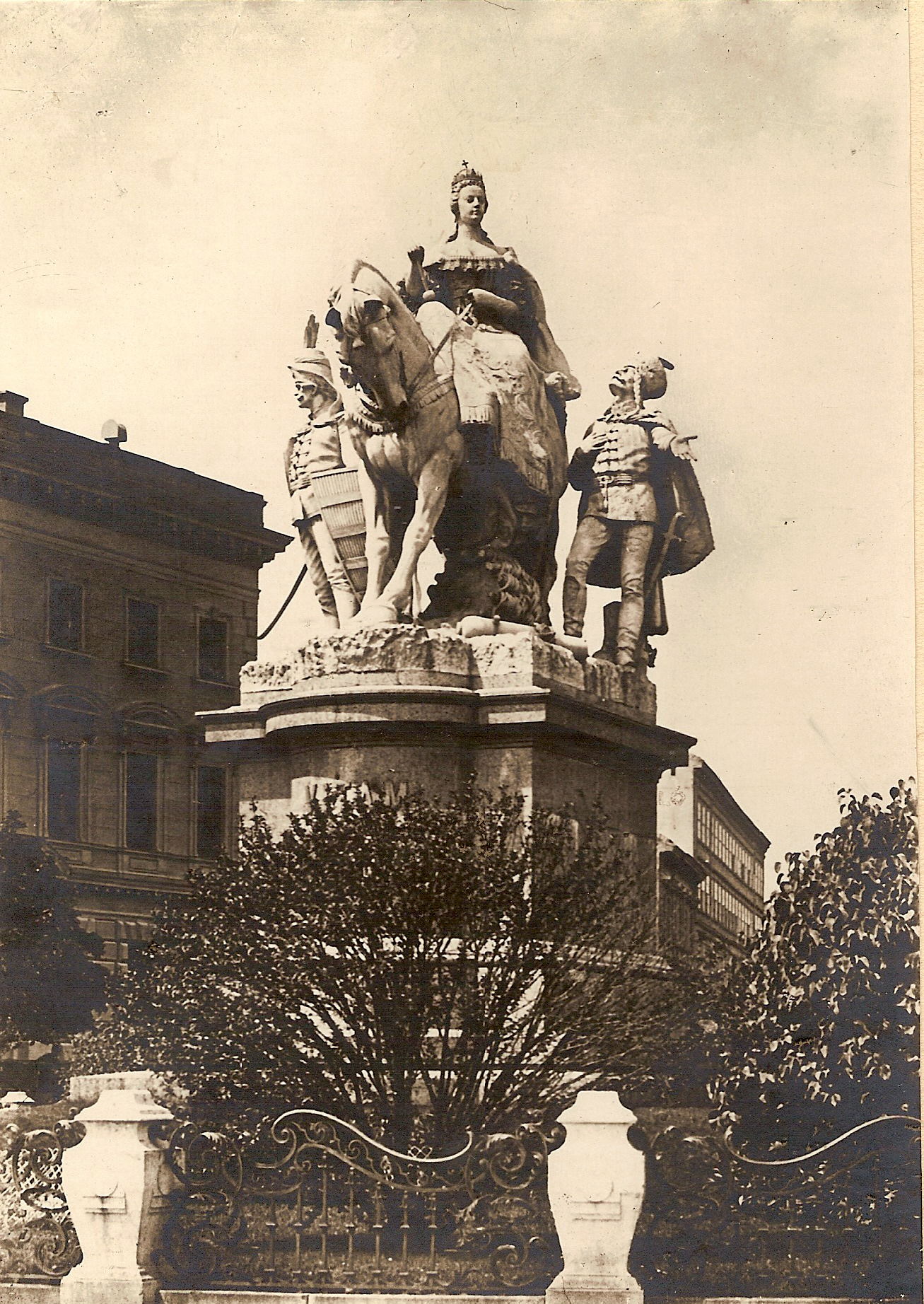
Pomník Marie Terezie, zbořen roku 1921